# Pycnoporus
Genre
Pycnoporus est un genre de champignons agaricomycètes de la famille des Polyporaceae.

## Liste des espèces
Selon BioLib (10 février 2025) :
- Pycnoporus cinnabarinus (Jacq.) P. Karst.
- Pycnoporus coccineus (Fr.) Bondartsev & Singer
- Pycnoporus puniceus (Fr.) Ryvarden
- Pycnoporus sanguineus (L.) Murrill

Selon Index Fungorum (27 juillet 2017) :
- Pycnoporus cinnabarinus (Jacq.) P. Karst., 1881
- Pycnoporus palibini P. Karst., 1911
- Pycnoporus puniceus (Fr.) Ryvarden, 1972
- Pycnoporus sanguineus (L.) Murrill, 1904